# Mas Vell del Lledoner
El Mas Vell del Lledoner és una masia de Vallirana (Baix Llobregat) protegida com a bé cultural d'interès local en el seu conjunt, format per diferents edificis, entre els quals destaca la capella, que és una obra inclosa de manera individual a l'Inventari del Patrimoni Arquitectònic de Catalunya.

## Descripció
És un conjunt d'edificis formant un clos tancat, al que s'accedeix per la carretera, amb un camí paral·lel, a través d'un cobert amb una arcada superior i arc rebaixat de pedra. En el pati, a la dreta, hi ha l'antic mas de planta quadrada i coberta a dues aigües amb el carener de façana mirant a migjorn. L'entrada té el portal rodó i sobre aquest hi ha una finestra d'estil renaixentista amb reminiscències gòtiques. Oposada a aquesta façana, en el mateix pati, hi ha l'antiga Capella de Sant Francesc documentada el 1558.

### Capella
La capelleta del mas és una obra inclosa a l'Inventari del Patrimoni Arquitectònic de Catalunya. És una capelleta de planta quadrada amb portal rodó i campanar de cadireta, situada en el clos de la masia Vella del Lledoner. El portal ve emmarcat amb una motllura toral que es modifica en els extrems del semicercle, per sota aquest nivell, i a cada costat, hi ha unes finestretes. L'espadanya no sembla de la mateixa època que la resta, segurament es tracta d'una reforma posterior.
La capella des del seu origen fou dedicada a Sant Francesc, ja que segons una vella tradició s'allotjà Sant Francesc d'Asís en el mas. Per aquest motiu, el 1558, Bernat Romagosa hi edificà la capella.

## Història
La finca del Lledoner és de les més extenses dels termes de Cervelló i Vallirana, s'estén en ambdós termes. En el segle xvi Bernat Romagosa edificà la capella dedicada a Sant Francesc, ja que hi havia la tradició que el Sant d'Asís s'hi havia allotjat, ja que el mas era llavors hostal, aquest caràcter hom l'entreveu encara en la seva disposició que conserva de l'antiga planta del cos principal. El llinatge Romagosa es conserva encara, ja que el propietari actual (1986) és Lluís Romagosa.